# 613條戒律
613條戒律是摩西五經中關於法律、倫理及心靈實踐的敘述及原則。這些聖經法原則有時被稱作米茨沃特（מצוות Mitzvot），並被一同稱作「摩西法」、「馬賽克法」或「法律」（儘管這些詞模稜兩可且有時摩西五經本身）。